# マイケル・R・ペリー
マイケル・R・ペリー（Michael R. Perry、1963年4月15日 - ）は、アメリカ合衆国の脚本家。

## 作品
- THE RIVER　呪いの川
- パラノーマル・アクティビティ2
- LAW & ORDER:性犯罪特捜班 シーズン1
- ハッピーボイス・キラー
- オルタード・カーボン シーズン2